# Rio Arnoia

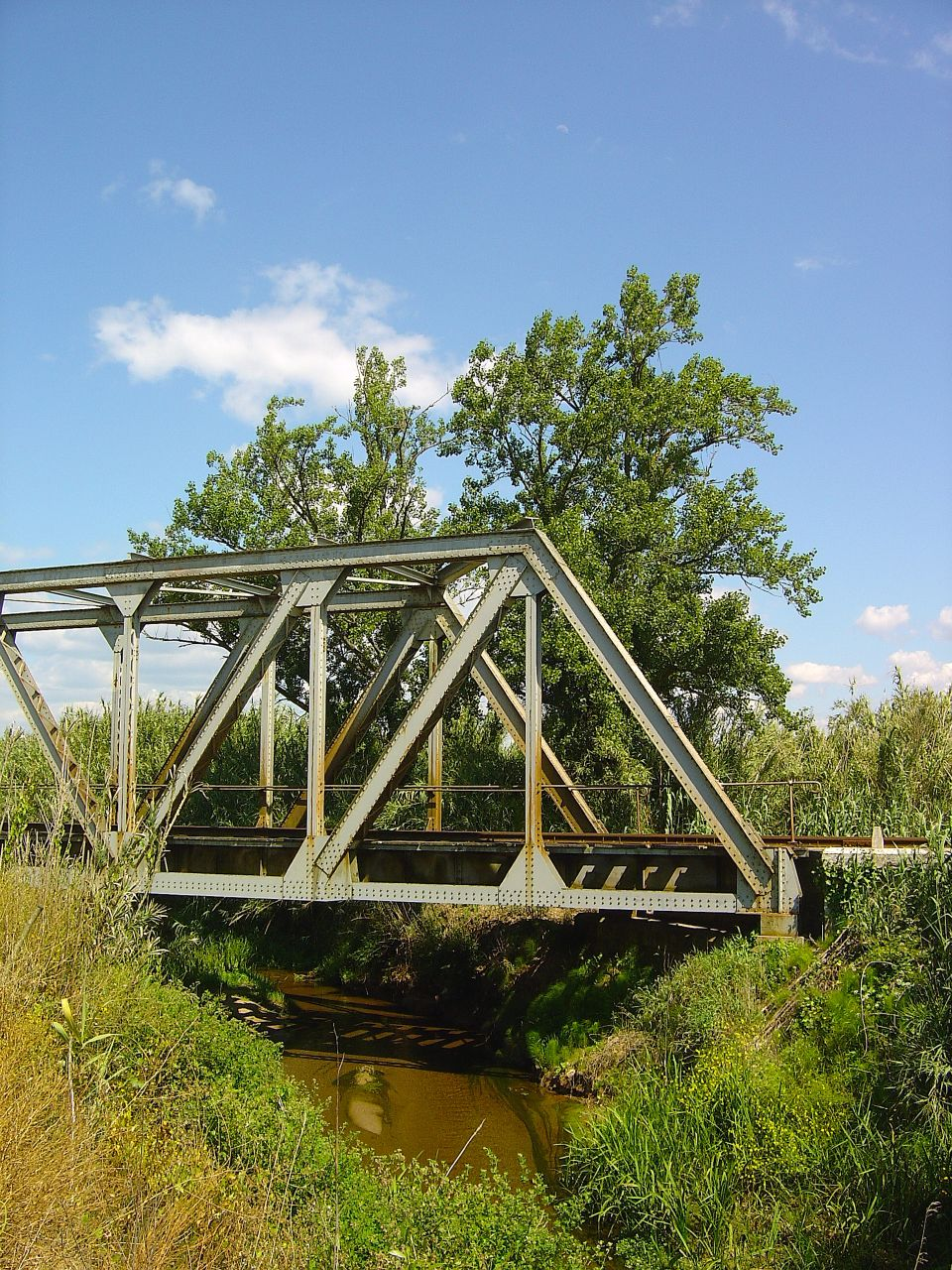
Rio Arnoia no município de Óbidos.

O Rio Arnoia ou Arnóia situa-se em Portugal. Nasce na serra de Todo o Mundo e, após receber as águas do rio Real, desagua na lagoa de Óbidos. No seu percurso de cerca de 30 km, passa por A-dos-Francos, A-dos-Negros, Painho, e Óbidos. O Rio Arnóia foi objecto, no seu leito, da construção de uma barragem para fins agrícolas com respectivo plano de irrigação.